# 桌山國家公園 (波蘭)

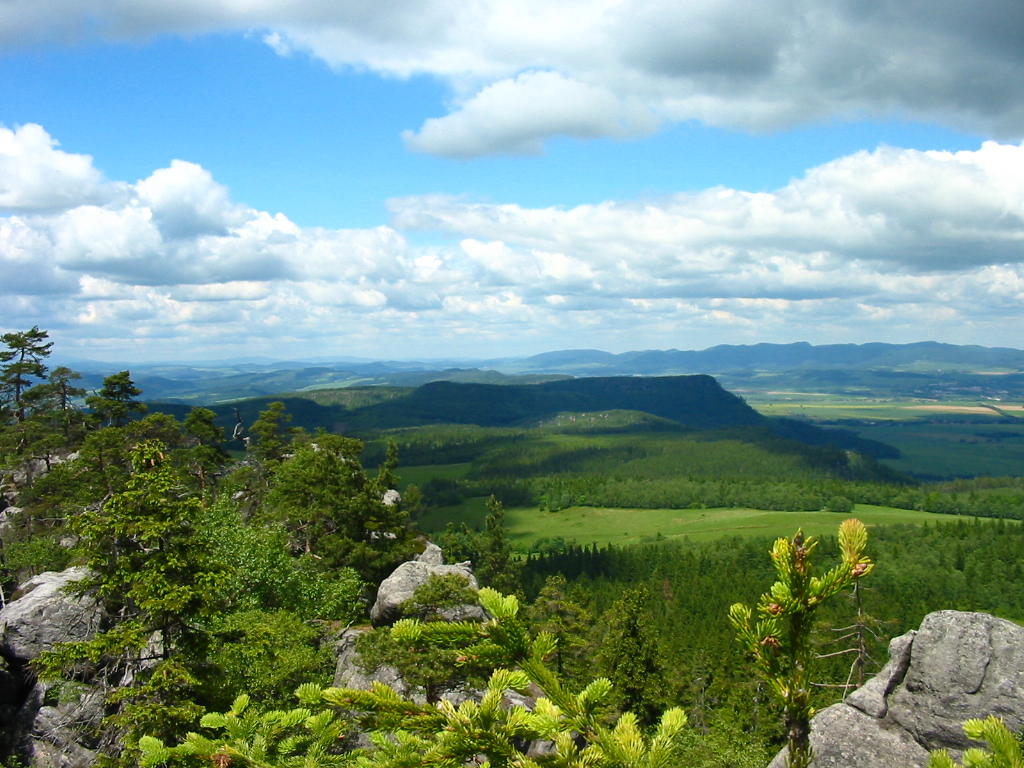

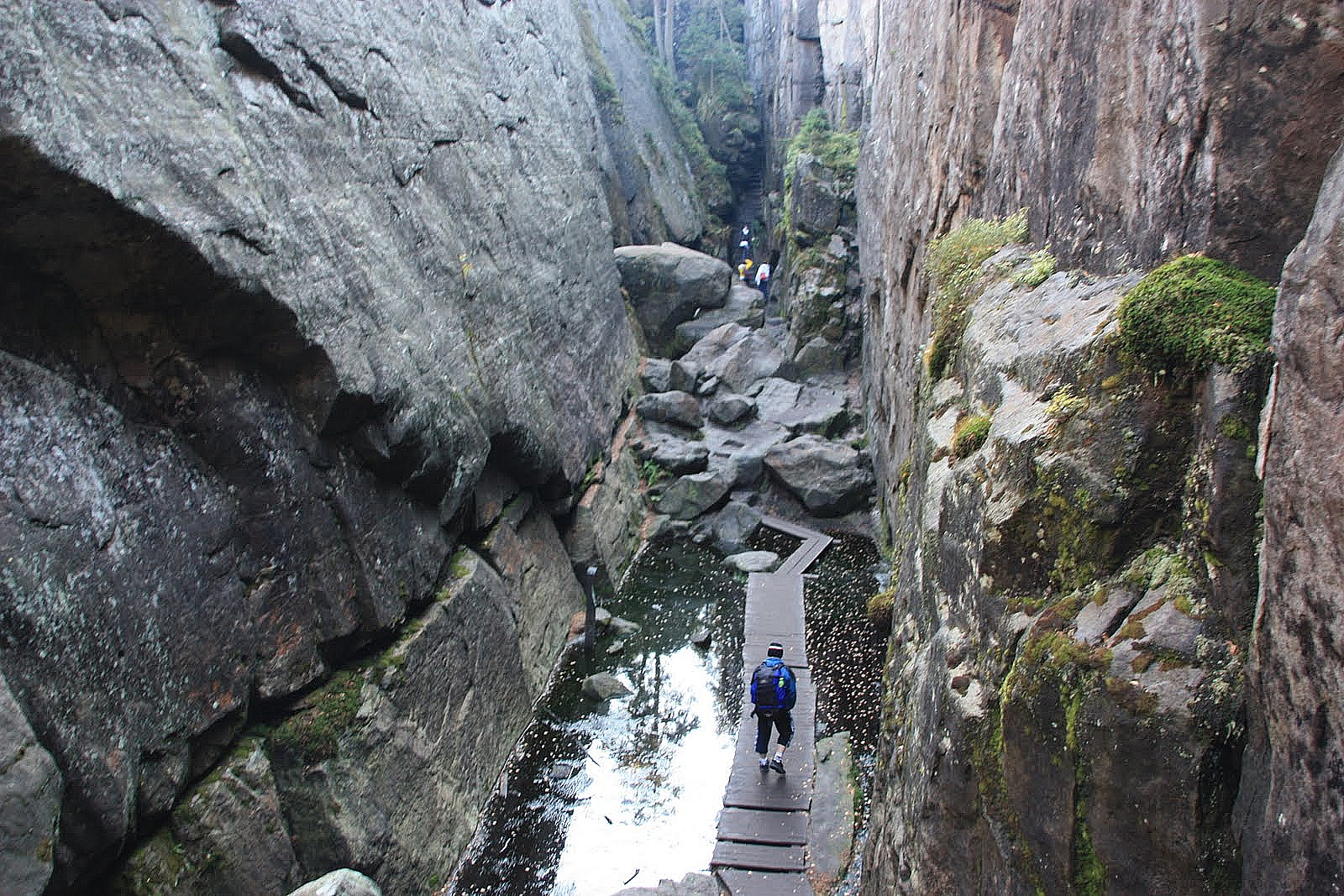

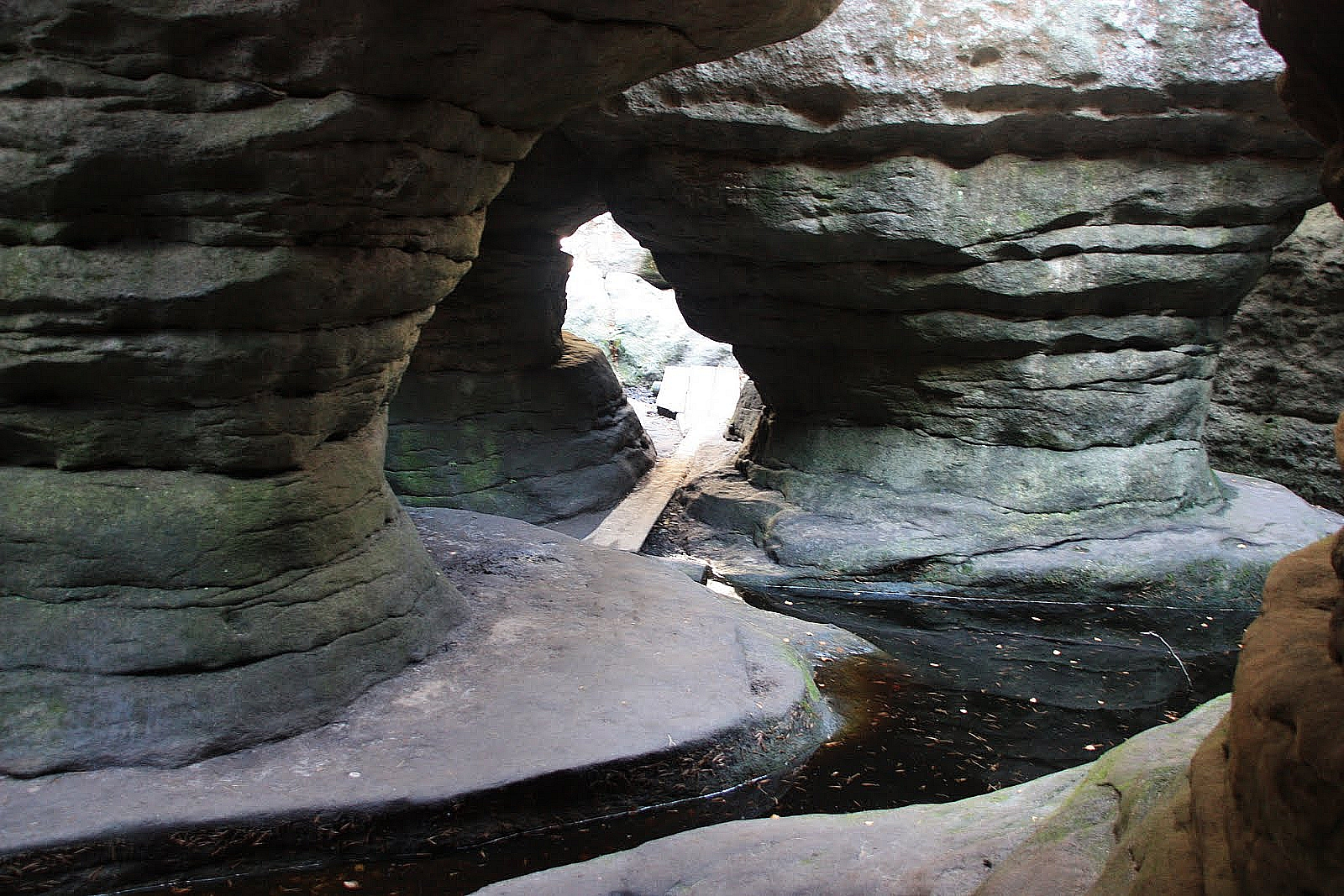

桌山國家公園（波蘭語：Park Narodowy Gór Stołowych）是波蘭的國家公園，位於該國的西南部，由下西里西亞省負責管轄，毗鄰與捷克接壤的邊境，始建於1993年，面積64平方公里，最高點海拔高度919米。
50°15′22″N 16°08′10″E / 50.256°N 16.136°E